# Huis Hankar

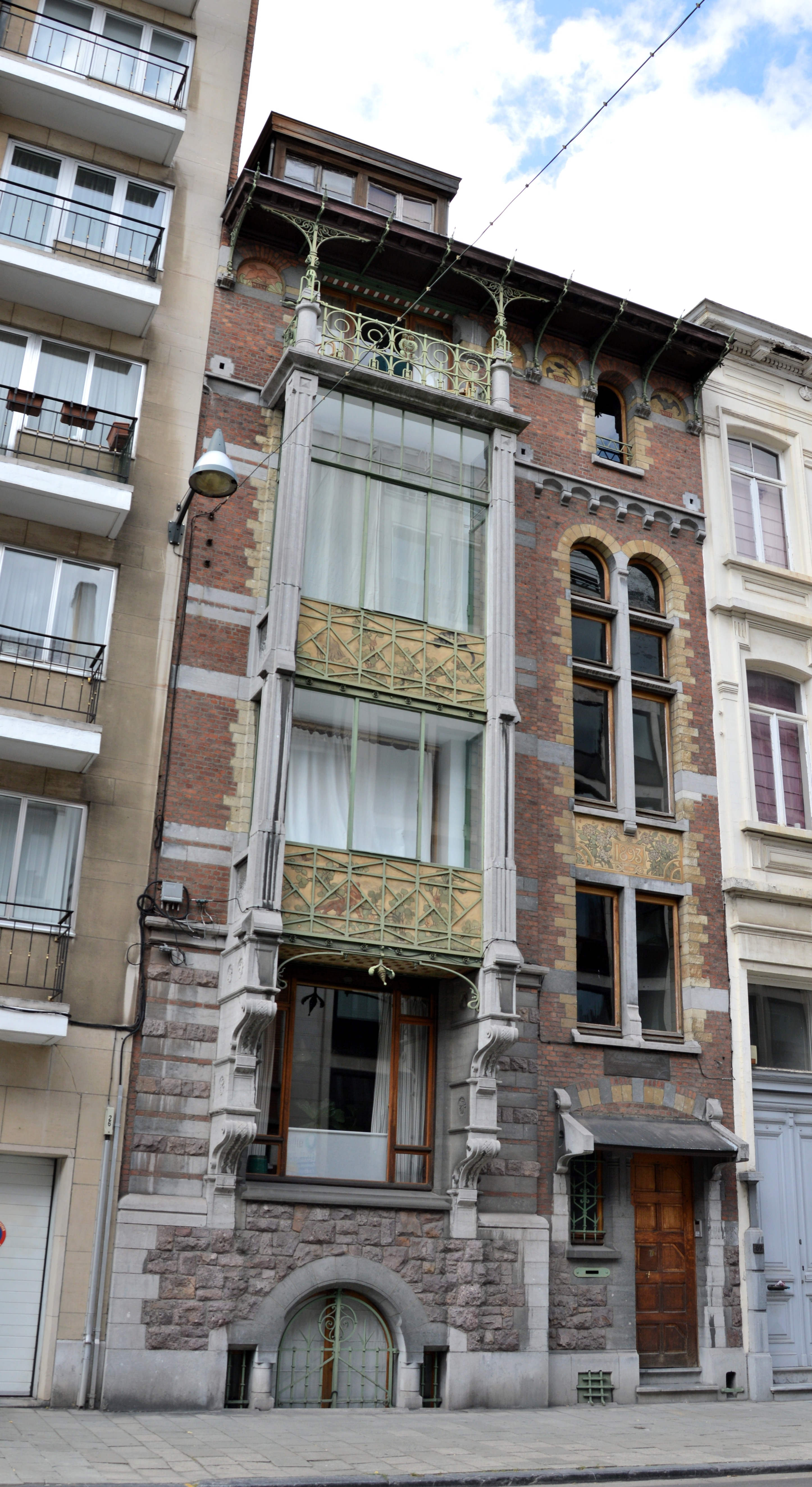

Het Huis Hankar (Frans: Maison Hankar) in Sint-Gillis was de eigen woning van de architect Paul Hankar uit 1893. Ze luidde het begin in van zijn carrière én van de art nouveau. Met het Hotel Tassel van Horta was de woning immers de eerste architecturale manifestatie van de kunststroming.

## Geschiedenis
Met zijn huis en atelier aan de Defacqzstraat 63 (nu 71) lanceerde de 33-jarige Hankar zich als zelfstandig architect. Hij maakte zo een bouwkundig statement over zijn vernieuwende intenties en liet die vergezeld gaan van publiciteit in de nieuwe stijl (affiche van zijn vriend Adolphe Crespin uit 1894). De woning werd besproken in een nummer van L'Emulation.
Na Hankars vroege dood bleef zijn weduwe in het huis wonen tot ze het om financiële redenen moest verkopen. Het werd in 1932 opgedeeld in appartementen.

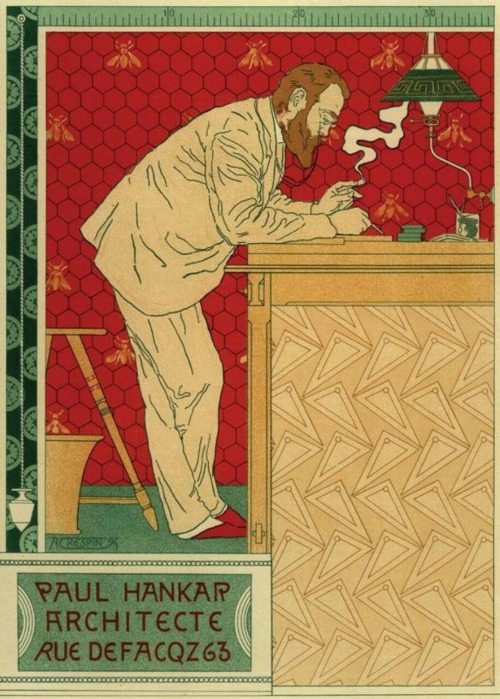
Affiche van Crespin uit 1894

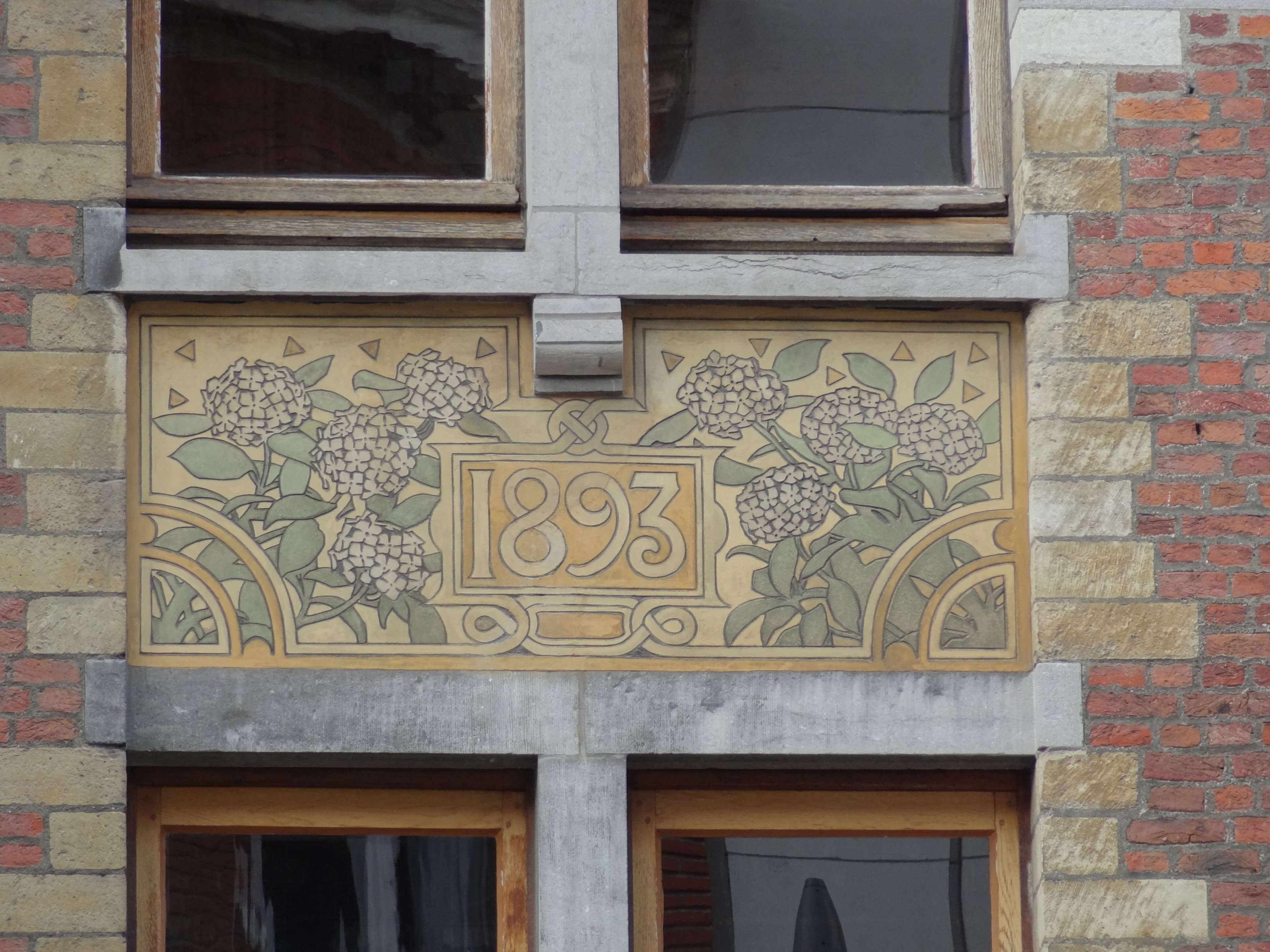

In 1975 werd het huis beschermd.

## Architectuur
In de fijne, rechte lijnen van het gebouw toont Hankar zich een japonist, zonder de materialenliefde van zijn leermeester Beyaert te vergeten. De kleuren en materialen zijn gevarieerd: hout, metaal, rode baksteen en verschillende soorten natuursteen (blauwsteen, gobertange, roze puddingsteen). Tot in de voegmortel leefde Hankar zich uit in kleur en textuur.
De asymmetrische gevelordening was ongebruikelijk. De dubbelhoge erker valt op door de ranke metalen profielen. De top ervan biedt plaats aan een balkon, beschut door de ver overkragende kroonlijst, die rust op metalen consoles en op het balkon.
Polychromie was een essentieel onderdeel van Hankars programma. Behalve in de geraffineerde materiaalkeuze, uitte zich dit in de beschilderingen op de houten kroonlijst, en vooral in het hernemen van de oude sgraffitotechniek. Daarvoor deed hij beroep op Adolphe Crespin. In een cartouche is het jaartal 1893 omgeven door witte hortensia's. De erker is gedecoreerd met katten tussen Oost-Indische kers. Onder de kroonlijst vier kleine taferelen:
- Ochtend (vogel en kastanjebladeren)
- Dag (vogel en stralende zon)
- Avond (zwaluw)
- Nacht (vleermuizen en sterren)

In de indeling van het huis toonde Hankar zich minder vernieuwend, met traditionele kamers in enfilade.